# SC Eppingen
SC Eppingen, pełna nazwa Schachclub Eppingen – niemiecki klub szachowy z siedzibą w Eppingen.

## Historia
Klub powstał w 1954 roku. W sezonie 1996/1997 uczestniczył w Bundeslidze, jednak spadł po sezonie z ligi. W 2004 roku klub powrócił do Bundesligi. W sezonie 2008/2009 SC Eppingen zajął czwarte miejsce w lidze. Dwa lata później klub ukończył rozgrywki na trzecim miejscu, za OSG Baden-Baden i Werderem Brema. W latach 2012–2013 uzyskano czwarte miejsce. W sezonie 2013 klub uczestniczył ponadto w Pucharze Europy, odnosząc wówczas zwycięstwa nad White Knights Chess Club i Team Nordea Skanderborg, a przegrywając z Haladásem VSE Szombathely, KSH Istogu, Edinburgh Chess Club, Víkingaklúbburinn oraz Oslo SS; w klasyfikacji końcowej niemiecki zespół zajął 48. miejsce na 53 drużyny. W sezonie 2013/2014 klub ponownie zajął czwarte miejsce w krajowych mistrzostwach. W 2015 roku klub wycofał się z rozgrywek Bundesligi i podjął rywalizację w 2. Bundeslidze.
Zawodnikami SC Eppingen byli m.in.: Péter Ács, Csaba Balogh, Ferenc Berkes, Falko Bindrich, Sebastian Bogner, Wiktor Bołogan, Arik Braun, Zoltán Gyimesi, Pentala Harikrishna, Zoltán Medvegy, Georg Meier, Anna Muzyczuk, Elisabeth Pähtz, Jewgienij Postny, Namiq Quliyev, Maxim Rodshtein, Róbert Ruck, Siergiej Tiwiakow i Lothar Vogt.